# 실뱅 디스탱
실뱅 디스탱(Sylvain Distin, 1977년 12월 16일 ~ )은 프랑스의 전 프로 축구 선수이다. 포지션은 수비수이다.

## 수상 경력
괴뇽
- 쿠프 드 라 리그: 1999-00

포츠머스
- FA컵: 2007-08